# واورینتس (ناحیه کوتنا هورا)
واورینتس (به چکی: Vavřinec) یک منطقهٔ مسکونی در جمهوری چک است که در ناحیه کوتنا هورا واقع شده‌است.